# Миро Унгар
Мирослав Миро Унгар (Загреб, 2. мај 1937) некадашњи је југословенски и хрватски певач забавне (шлагери) и поп музике.

## Биографија
Након завршене гимназије у Загребу студирао је на Казалишној академији, а потом и на Филозофском факултету где је дипломирао италијански језик и књижевност. Певањем почиње да се бави 1955, а већ наредне године заједно са Ивицом Крајачем оснива вокални састав 4М који се бави обрадама тадашњих великих светских хитова. У јесен 1965. са супругом Терезом Кесовијом сели се у Париз где под псеудонимом Тим Твинклбери објављује прву солистичку плочу, а истодобно за Југотон снима српскохрватску верзију песме Comme d’habitude (Као сваког дана) Клода Франсоа, која је годину дана касније у енглеској верзији My way Френка Синатре постигла светску славу. Наступао је на бројним фестивалима широм земље и у иностранству.
Током каријере сарађивао је са бројним познатим именима југословенске музичке сцене, попут Ива Робића, Јосипе Лисац, Никице Калогјере, Терезе Кесовије итд. Током каријере снимио је око 20 синглова и две лп плоче.

## Фестивали
- Љубав и мотор (као члан квартета 4М), '62
- Ноћас си лијепа (са Квартетом 4М), друга награда публике, '68
- Долина мог дјетињства, друга награда публике, '69
- Сватко мора имат' неког, '70
- Кад је рокенрол био млад, '93

Београдско пролеће:
- Писмо сину, '70

Сплит:
- Странкиња (као члан квартета 4М), '64
- Утопија се мисец (дует са Терезом Кесовијом), '64
- Сплите мој (дует са Терезом Кесовијом), трећа награда публике, '65
- Сплит је свит (дует са Терезом Кесовијом), '67
- Нема живота без љубави, '68
- Море, о дубоко море, '69
- Мој родни крај, '70
- Чувај нашу барку, '71
- Ђованина, '72
- Амбицјуни, амбицјуни (Вече далматинске шансоне), '76
- Сви путови воде у Сплит (Вече песама Медитеранских игара у Сплиту), '78
- На дну скала пјаца мала (Вече далматинске шансоне), '78
- Град ка из приче (Вече далматинске шансоне), '79
- Мом ћаћи, '80
- Титови смо ми морнари (Вече "Устанак и море"), '81
- Живот је ка море, '93
- 24 сата с тобом, победничка песма, 2002

Загреб:
- Кровови (као члан квартета 4М), трећа награда за шлагере, '62
- Платно, боје, кист и твист (као члан квартета 4М), победничка песма, '63
- Ратата-та (Вече шансона, као члан квартета 4М), трећа награда стручног жирија, '67
- У једном стиску руке, '69
- Љубав коју дугујем теби / Овај свијет је груб (са ВИС Ми), '70
- Јабуке су биле зреле, '73
- Полети, бијела птицо, '79
- Не знаш и никад' нећеш знати, '93
- 24 сата са тобом, награда стручног жирија и победничка песма, 2002

Скопље:
- Соул Македонија, награда за интерпретацију, '69

Мелодије Истре и Кварнера:
- Стара полтрона, '70

Карневал фест, Цавтат:
- Смијте се, пајаци, '77
- Сансалито, '79
- О, моја мала, '85

Интернационални фестивал Vinja del Mar, Чиле:
- Сватко мора имат неког, победничка песма, '71

Фестивал војничких песама:
- Увијек смо твоји (дует са Терезом Кесовијом), '72

Славонија, Пожега:
- Љубави наше, пуне су чаше (дует са Елвиром Воћом), '78
- Интернационални фестивал Тел Авив, Израел:
- Нек траје колико траје, '78

Крапина:
- Ву Крапини(као члан квартета 4М), '67
- Штеф на сајму, '79
- Пригорска балада, '86
- Милостива, 2013
- Жганица, 2014
- Деда сем постал, 2020

Међународни фестивал шансоне, Chansonfest, Загреб:
- Освојили смо мјесто у вјечности, 2013
- Како је лијепо старити с тобом, 2018

Марко Поло, Корчула:
- Цијели живот, 2015

Пјесме Подравине и Подравља, Питомача:
- Подравка и Далматинац (дует са Душком Муцалом), 2019